# Unión Soviética en los Juegos Olímpicos de Calgary 1988
La Unión Soviética estuvo representada en los Juegos Olímpicos de Calgary 1988 por un total de 101 deportistas que compitieron en 10 deportes.  
El portador de la bandera en la ceremonia de apertura fue el patinador artístico Andrei Bukin.

## Medallistas
El equipo olímpico soviético obtuvo las siguientes medallas:
| Nombre                                                                | Deporte               | Competición       |
| --------------------------------------------------------------------- | --------------------- | ----------------- |
| Oro                                                                   |                       |                   |
| Dmitri Vasiliev Serguei Chepikov Alexandr Popov Valeri Medvedtsev     | Biatlón               | 4 × 7,5 km M      |
| Jānis Ķipurs Vladimir Kozlov                                          | Bobsleigh             | Doble M           |
| Mijail Deviatiarov                                                    | Esquí de fondo        | 15 km M           |
| Alexei Prokurorov                                                     | Esquí de fondo        | 30 km M           |
| Vida Vencienė                                                         | Esquí de fondo        | 10 km F           |
| Tamara Tijonova                                                       | Esquí de fondo        | 20 km F           |
| Svetlana Nagueikina Nina Gavryliuk Tamara Tijonova Anfisa Reztsova    | Esquí de fondo        | 4 × 5 km M        |
| Equipo                                                                | Hockey sobre hielo    | Torneo M          |
| Yekaterina Gordeyeva Serguei Grinkov                                  | Patinaje artístico    | Parejas           |
| Natalia Bestemianova Andrei Bukin                                     | Patinaje artístico    | Danza sobre hielo |
| Nikolai Guliayev                                                      | Patinaje de velocidad | 1000 m M          |
| Plata                                                                 |                       |                   |
| Valeri Medvedtsev                                                     | Biatlón               | 10 km M           |
| Valeri Medvedtsev                                                     | Biatlón               | 20 km M           |
| Tamara Tijonova                                                       | Esquí de fondo        | 5 km F            |
| Raisa Smetanina                                                       | Esquí de fondo        | 15 km F           |
| Anfisa Reztsova                                                       | Esquí de fondo        | 20 km F           |
| Vladimir Smirnov                                                      | Esquí de fondo        | 30 km M           |
| Vladimir Smirnov Vladimir Sajnov Mijail Deviatiarov Alexei Prokurorov | Esquí de fondo        | 4 × 10 km M       |
| Yelena Valova Oleg Vasiliev                                           | Patinaje artístico    | Parejas           |
| Marina Klimova Serguei Ponomarenko                                    | Patinaje artístico    | Danza sobre hielo |
| Bronce                                                                |                       |                   |
| Serguei Chepikov                                                      | Biatlón               | 10 km M           |
| Jānis Ķipurs Guntis Osis Juris Tone Vladimir Kozlov                   | Bobsleigh             | Cuádruple M       |
| Alar Levandi                                                          | Combinada nórdica     | Individual M      |
| Vladimir Smirnov                                                      | Esquí de fondo        | 15 km M           |
| Vida Vencienė                                                         | Esquí de fondo        | 5 km F            |
| Raisa Smetanina                                                       | Esquí de fondo        | 20 km F           |
| Yuri Jarchenko                                                        | Luge                  | Individual M      |
| Viktor Petrenko                                                       | Patinaje artístico    | Individual M      |
| Igor Zhelezovski                                                      | Patinaje de velocidad | 1000 m M          |